# Pleiku
Pleiku è una città nella regione di Tay Nguyen (o altopiano), Vietnam. È la capitale della provincia di Gia Lai. La popolazione nel 2019 era di 254.802 abitanti. 
I coloni francesi la costruirono all'inizio del XX secolo, quando il Vietnam era parte dell'Indocina francese. L'aeroporto di Pleiku si trova a 16 km a nord ovest della città. Pleiku è famosa per la produzione del caffè dato che nel paese viene coltivato soprattutto nella provincia di Gia Lai e nella provincia di Dak Lak.

## Sport

### Calcio
La città è rappresentata nella V League, il massimo campionato di calcio del Vietnam, dal Hoàng Anh Gia Lai, vincitore di due campionati nel 2003 e 2004.